# Alessandro De Angelis
Pour les articles homonymes, voir De Angelis.
Alessandro De Angelis (né le 16 août 1959 à Cencenighe Agordino, Italie) est un physicien et astrophysicien italien et argentin. Professeur de physique expérimentale à l'Université de Padoue et Professor Catedratico de physique des astroparticules à l'IST Lisboa, il est surtout connu pour son rôle dans la proposition, la construction et l'analyse des données de nouveaux télescopes pour l'astrophysique gamma. Il est membre de l'Istituto nazionale di fisica nucleare (INFN), de l' Istituto nazionale di astrofisica (INAF), de la Société italienne de physique (SIF) et de l'Union astronomique internationale (UAI).

## Carrière
Alessandro De Angelis a effectué ses études à l'Université de Padoue en 1983, terminées avec une thèse sur les particules charmées produites dans la chambre à bulles LExan du spectromètre  hybride européen. Il a déployé une activité post-doctorale au CERN dans l'expérience DELPHI coordonnée par Ugo Amaldi. De retour en Italie, depuis 1999 il s'occupe principalement d'astrophysique des particules. Il a participé à la conception et à la construction du Fermi Gamma-ray Space Telescope de la NASA et des Telescopes MAGIC sur l'île de La Palma dans les îles Canaries. Il est chercheur principal du projet spatial ASTROGAM et il est promoteur du Southern Wide-field Gamma-ray Observatory (SWGO), un observatoire de rayons gamma à très haute énergie qui sera construit sur les Andes,. Il a proposé le mélange entre les rayons gamma et les axions dans les champs magnétiques intergalactiques.
De 2010 à 2011, il a été chercheur invité à l'Institut Max Planck Werner Heisenberg de physique à Munich. De 2014 à 2017, il a été pendant trois ans directeur de recherche à l'INFN.
Il travaille aussi sur la vulgarisation de la science et sur l'histoire et la philosophie de la physique, en particulier en relation avec les rayons cosmiques,, et avec la période de Galilée,. Il est rédacteur pour Springer Nature dans le domaine de l'histoire de la physique.

## Prix
- Top cited researcher, Thomson-Reuters / Clarivate, 2016[1]

- Prix Thomson-Reuters : « parmi les 1% des chercheurs les plus actifs dans le domaine des sciences spatiales au cours de la [...] décennie» 2001–2010 », 2011[12]

- Prix Bruno Rossi de l'American Astronomical Society avec l'équipe Fermi LAT, 2011[1]

- Meilleur article dans le domaine de l'Histoire des Sciences de la Société européenne de physique pour Nationalisme et internationalisme en science : le cas de la découverte des rayons cosmiques, avec P. Carlson, Eur. Phys. J. H 36, 309, 2010[13]

- NASA Group Achievement Award, 2008[14]

## Honneurs
| - ruban pour uniforme ordinaire                                                                 |
| " Commendatore OMRI nommé par le Président de la République italienne" - Rome, 19 décembre 2018 |

## Œuvres
- (it) Alessandro De Angelis, Galileo e la navigazione satellitare (introduit par William R. Shea), Roma, Castelvecchi, 2024 (en) Alessandro De Angelis, Galileo and satellite navigation (with a foreword by William R. Shea), Heidelberg, Springer Nature, 2024 (ISBN 978-3-031-78798-0, lire en ligne)
- (en) Alessandro De Angelis, Cosmic Rays (multimessenger astrophysics and revolutionary astronomy), Heidelberg, Springer Nature, 2023 (ISBN 978-8832909500, lire en ligne) (it) Alessandro De Angelis, L'universo nascosto (la nuova astronomia dei raggi cosmici e delle onde gravitazionali), Roma, Castelvecchi, 2024 (ISBN 978-88-6826-899-2, lire en ligne)

- (it) Alessandro De Angelis, Galileo e la supernova del 1604 (con la traduzione del Dialogo De Cecco di Ronchitti da Bruzene), Roma, Castelvecchi, 2022 (ISBN 978-8832909500, lire en ligne) (en) Alessandro De Angelis, Galileo and the 1604 supernova (with a translation of the Dialogo De Cecco di Ronchitti da Bruzene), Heidelberg, Springer Nature, 2024 (ISBN 978-3-031-59485-4, lire en ligne)

- (it) Alessandro De Angelis, I diciotto anni migliori della mia vita (Galileo a Padova 1592-1610), Roma, Castelvecchi, 2021 (ISBN 978-8832903461, lire en ligne) (pt) Alessandro De Angelis, Galileu em Pádua, Lisboa, Gradiva, 2023 (ISBN 978-989-785-192-6, lire en ligne)

- (it) Alessandro De Angelis, Discorsi e Dimostrazioni Matematiche di Galileo Galilei per il Lettore Moderno, Torino, Codice, 2021 (ISBN 978-8875789305, lire en ligne) (en) Alessandro De Angelis, Galileo Galilei's Two New Sciences for Modern Readers, Heidelberg, Springer Nature, 2021 (ISBN 978-3030719524, lire en ligne) Alessandro De Angelis, Les deux sciences nouvelles de Galilée: une version moderne, Paris, EDP Science, 2022 (lire en ligne) Avec introductions de Ugo Amaldi et Telmo Pievani.

- (en) Alessandro De Angelis, Mario Pimenta et Ruben Conceicao, Particle and Astroparticle Physics: Problems and Solutions, Heidelberg, Springer Nature, 2021 (ISBN 978-3030 731151, lire en ligne)

- (en) Alessandro De Angelis et Mario Pimenta, Introduction to Particle and Astroparticle Physics: Multimessenger Astronomy and its Particle Physics Foundations, Heidelberg, Springer Nature, 2018 (ISBN 978-3-319-78180-8, lire en ligne) Avec une introduction par Francis Halzen (en).

- (en) Alessandro De Angelis et Mario Pimenta, Introduction to Particle and Astroparticle Physics: Questions to the Universe, Heidelberg, Springer, 2015 (ISBN 978-3-319-78180-8, lire en ligne)

- (it) Alessandro De Angelis, L'enigma dei raggi cosmici: le più grandi energie dell'Universo, Milano, Springer, 2012 (ISBN 978-88-470-2047-4, lire en ligne) Avec une introduction par Margherita Hack.